# 今治コンピュータ・カレッジ

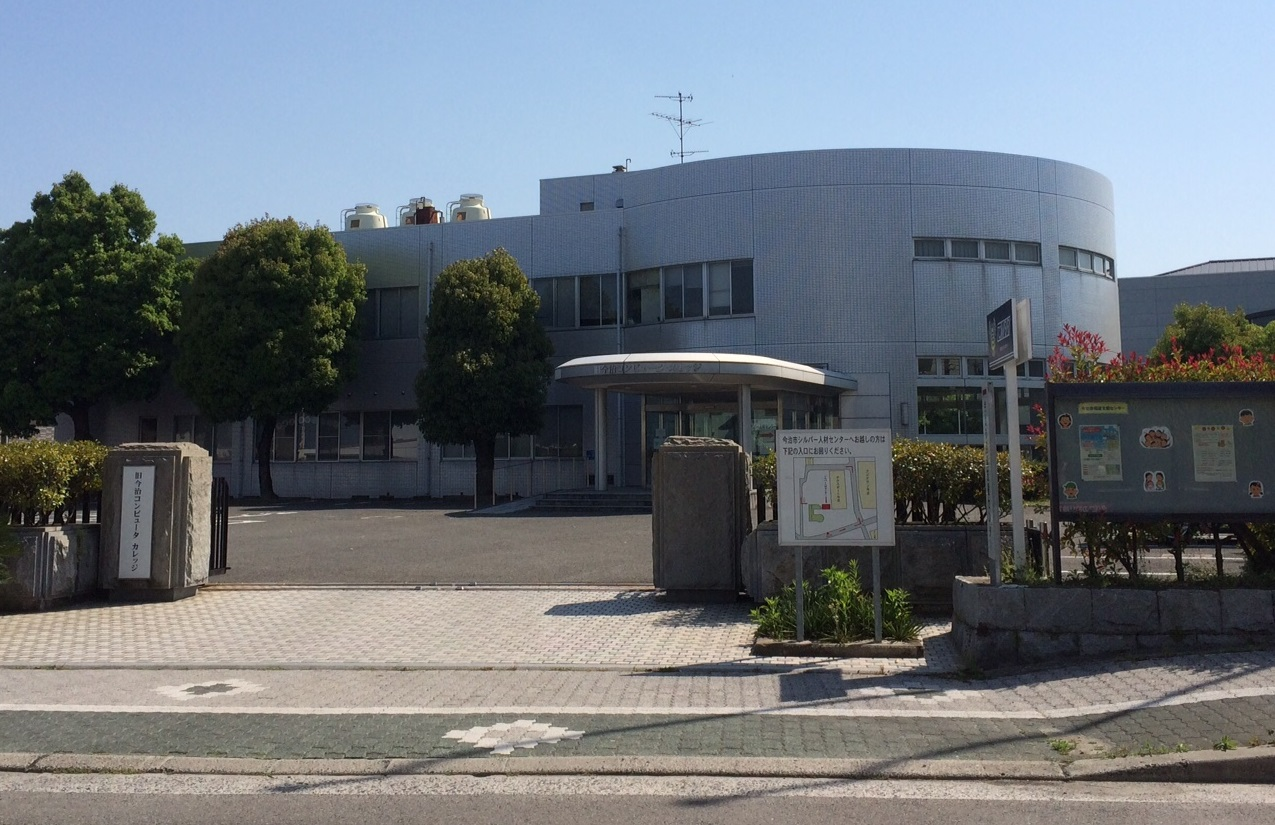
旧今治コンピュータ･カレッジ

旧今治コンピュータ・カレッジ（きゅういまばりコンピュータ・カレッジ）は、1989年（平成元年）に雇用促進事業団（後の独立行政法人雇用・能力開発機構）が設置し、職業訓練法人東予情報処理技術振興財団（理事長は今治市長）に運営が委託されていた情報処理技能者養成施設。2011年3月31日に廃止された。

## 所在地
- 愛媛県今治市東門町5丁目840番4

## 学科
- 情報ビジネス科（2年課程）
- デジタルメディア情報システム科（2年課程）

## 廃止
2009年（平成21年）5月28日、東予情報処理技術振興財団の定例理事会にて、定員割れ（定員200名、2009年度の在籍数34名）、および、独立行政法人雇用・能力開発機構の廃止により5年に一度の機器更新費が受けられなくなることを理由として、学生募集停止が決定された。2011年3月31日に廃止された。

## 跡地利用
廃止後の建物は2011年4月に今治市へ譲渡され「旧今治コンピュータカレッジ」と名称が変更となった。現在は産業に関する人材育成や産業の振興などに関する訓練や研修のほか、会議や説明会などで利用できる施設として活用されており、研修室や会議室など建物内の施設が貸し出されている。

## 周辺
- フジグラン今治
- テクスポート今治

## アクセス
- 瀬戸内運輸（せとうちバス）「フジグラン前」停留所を下車して約1分。